# 박열 (영화)
"박열"(Anarchist from Colony)은 2017년에 개봉한 대한민국의 영화이다. 일본에서 활동한 독립운동가 박열과 그의 애인이자 아나키스트였던 가네코 후미코의 일대기를 다룬 작품이다.

## 시놉시스
일본 도쿄의 인력거꾼으로 일하며 핍박 속에 살아가던 조선의 아나키스트 박열은 다른 조선 동지들과 함께 이른바 '사회주의 오뎅집'이라는 아지트에서 폭탄테러 투쟁 계획을 벌이고 있었다. 그러던 어느날 잡지에 게재된 박열의 시 <개새끼>를 읽고 감명받은 가네코 후미코 (최희서)는 그를 직접 찾아가 같이 동거하며 투쟁하자는 제안을 하고, 둘은 동거 계약을 맺게 된다.
1923년 9월 1일, 간토 전역을 뒤흔드는 간토 대지진이 일어나자 사회가 혼란해지고, 일본 내각은 흉흉한 민심을 달래기 위해 비상계엄을 선포하고 조선인의 폭동 사건을 조작한다. 자경단이 조선인들을 대량 학살하는 사태에 이르자, 내무대신 미즈노 렌타로는 조선인 불령선인을 잡아들여 사태를 정당화하려 한다. 박열과 후미코는 형무소로 연행되어 검사의 취조를 받다가 폭탄 입수 계획이 발각되자, 이를 두고 히로히토 황태자에게 폭탄을 날리려 했다고 고의로 자백한다. 반역죄로 기소된 두 사람은 황당한 조건을 내세우며 당당한 태도로 재판에 임하게 되는데...

## 제작

### 구상과 각본
이준익 감독은 지난 2000년 영화 "아나키스트"를 제작하면서 진행한 자료 조사에서 이름없는 독립운동가들을 많이 알게 되었는데, 그 중에서 박열이라는 인물을 처음 접하고 큰 매력을 느꼈다고 언급했다. 이후 야마다 쇼지가 쓴 "가네코 후미코 평전"을 기반으로, 아사히 신문, 산케이 신문 등 일본 주요 언론사에 실제 박열과 후미코가 받았던 재판 관련 기사들을 요청해가며 자료조사를 진행했다. 이준익 감독은 이처럼 고증에 신경을 쓴 이유에 대해서 "실존인물이기 때문에 오락적 재미를 더하기보다는 그들의 삶의 가치관에 충실한 영화를 만들어야 한다고 생각했다"고 밝히고, 다른 한편으로는 "일본 관객들이 이 영화를 봤을 때 신빙성을 갖게 하기 위해서"라며, "고증을 통해 일본 제국주의의 모순과 부당성을 이성과 논리를 통해 돌파해내는 인간을 보여주고 싶었다"고 밝힌 바 있다.

### 촬영
"박열"의 순제작비는 총 26억원으로 저예산 영화이다. 그러나 이는 이준익 감독이 의도한 것으로, 박열과 후미코의 이야기가 화려한 볼거리를 자랑하는 작품이 아니라, 인물 각각의 진정성을 전하기 위한 것이었다. 이준익 감독은 "지진이 일어나는 모습을 규모있게 표현할 수 있었겠지만 주인공이 내면에 접근하는데 방해가 될 수 있다"고 그 이유를 설명하였다. 영화 촬영은 6주 동안 총 24회에 걸쳐 진행되었다. 영화의 주된 배경은 일본 도쿄이지만 로케이션 촬영은 단 한차례도 진행되지 않았다.

## 캐스팅
영화의 주인공이자 영화 타이틀이기도 한 박열 역에는 이제훈이 맡았다. 이준익 감독은 "이제훈이라는 배우로서의 긴장의 떨림이 박열이 갖고 있는 뜨거움과 통한다"는 평을 낸 바 있다. 박열 역으로 이제훈을 추천한 것은 최희서로, "날카로운 눈빛이 박열의 이미지와 겹쳐서"라고 한다. 박열의 동지이자 애인인 가네코 후미코 역에는 최희서가 캐스팅되었다. 최희서는 이준익 감독의 전작 "동주"에서도 출연한 적이 있으며, 주연으로는 이번 영화가 처음이다. 최희서가 주연으로 발탁된 이유는 뛰어난 일본어 실력과 더불어 남다른 연기력으로, "가네코 후미코라는 역할을 맡을 수 있는 여배우는 최희서 말고는 대안이 없었다"는 것이 이준익 감독의 설명이다.
작중 조선인 폭동과 박열사건을 조작하는 내무대신 미즈노 렌타로 역에는 재일교포 3세 배우인 김인우가 캐스팅되었으며, 일본인 배우도 여럿 캐스팅되었다. 특히 일본 도쿄에서 활동하는 극단 '신주쿠양산박' 단원이 다수 출연했으며, 대표 김수진은 작중 박열과 후미코에게 사형 판결을 내리는 재판관 역을 맡았다.
캐스팅 목록은 다음과 같다.
- 이제훈: 박열 역
- 최희서: 가네코 후미코 역
- 김인우: 미즈노 렌타로 역
- 야마노우치 타스쿠: 후세 다쓰지 역
- 요코우치 히로키: 후지시타 역
- 김수진: 마키노 역
- 김준한: 다테마스 가이세이 역
- 권율: 이석 역
- 민진웅: 홍진유 역
- 백수장: 최영환 역
- 한건태: 가즈오 역
- 정준원: 김중한 역
- 윤슬: 하쓰요 역
- 배제기: 최규종 역
- 최정헌: 정태성 역
- 박성택: 아카이케 역
- 시바타 요시유키: 야마모토 곤노효에 역
- 사토 마사유키: 히라누마 기이치로 역
- 오자와 토시오: 덴 겐지로 역
- 조박: 우치다 고사이(가토 도모사부로 내각의 외무대신) 역
- 김강일: 야마나시 한조 역
- 권혁수: 다나카 기이치 역
- 박기륭: 고토 신페이 역
- 도용구: 유아사 구라헤이 역
- 정태야: 고바시 역
- 김순차: 와카쓰키 레이지로 역
- 이영석: 시데하라 역
- 정운봉: 사이토 마코토 조선총독 역
- 마츠다 요지: 에기 타스쿠 역
- 문정수: 김성철 역
- 조하석: 일본손님 역
- 류성현: 취객 역
- 김수웅: 취객 2 / 야당당수 역
- 윤대열: 특고형사 역
- 김나현: 조선인 아이 역
- 이정현: 자경단 1 역
- 김리우: 자경단 2 역
- 이재희: 자경단 3 역
- 표상훈: 자경단 4 역
- 이승환: 자경단 5 역
- 위주성: 자경단 6 역
- 김진혁: 경찰서 조선인 역
- 오상윤: 세타가야 경찰 역
- 정선철: 정신과의사 스기다 역
- 허민영: 이치가야 간수 역
- 김성훈: 사진사 역
- 류승국: 법원경찰 역
- 이영상: 공판정 사회 역
- 타케다 히로미츠: 검사 역
- 이경수: 일본인 방청객 역
- 달시 파켓: 외신기자 역
- 이병훈: 사토무라 긴조 역
- 김우진: 나카니시 이노스케 역
- 위하준: 형무소 조선인청년 역
- 박진성: 지바 간수 역
- 차우진: 일본 기자 역
- 류신: 편집국장 역
- 무라카미 켄이치: 야당의원 역
- 김성철: 고토 후미오 역
- 이수녕: 2차 내각총리 역
- 장진복: 2차 내각 외무대신 역
- 이익수: 2차 내각 사법대신 역
- 정무진: 2차 내각 육군대신 역
- 윤석이: 2차 내각 경시총감 역
- 이성규: 2차 내각 해군대신 역
- 어주선: 2차 내각 철도대신 역
- 김병락: 2차 내각 농상무대신 역
- 안창수: 2차 내각 문부대신 역
- 김문홍: 2차 내각 채신대신 역
- 손준영: 형사 1 역
- 이종민: 형사 2 역
- 윤재국: 형사 3 역
- 김희상: 5호 조사실문지기 역
- 최세용: 5호 조사실서기 역
- 이신우: 호외소년 1 역
- 박동현: 호외소년 2 역
- 홍준석: 호외소년 3 역
- 김지환: 호외소년 4 역
- 강민석: 호외소년 5 역
- 배정환: 구두닦이 역
- 김용구: 인력거꾼 역
- 이형석: 테러리스트 1 역
- 정승채: 테러리스트 2 역
- 정훈: 간수 1 역
- 임현철: 간수 2 역
- 홍은택: 간수 3 역
- 한상태: 변호사 1 역
- 이동욱: 변호사 2 역
- 박억용: 청년 1 역
- 김선진: 청년 2 역
- 이재성: 신문보는 남자 역
- 서동기: 누군가 역
- 김준형: 의사 역
- 염문경: 간호사 역

## 흥행
2017년 6월 28일에 대한민국에서 처음으로 개봉되었다. 오프닝 스코어는 201,974명이었다. 개봉과 동시에 "리얼"을 제치고 박스오피스 1위를 차지하였다.

## 수상
- 2017년 제26회 부일영화상 각본상 (황성구)
- 2017년 제26회 부일영화상 신인여우상 (최희서)
- 2017년 제54회 대종상 감독상 (이준익)
- 2017년 제54회 대종상 여우주연상 (최희서)
- 2017년 제54회 대종상 신인여우상 (최희서)
- 2017년 제54회 대종상 의상상 (이재성)
- 2017년 제54회 대종상 미술상 (심현섭)
- 2017년 제1회 더 서울어워즈 영화부문 대상
- 2017년 제1회 더 서울어워즈 영화부문 여우신인상 (최희서)
- 2017년 제37회 한국영화평론가협회상 각본상 (황성구)
- 2017년 제37회 한국영화평론가협회상 신인여우상 (최희서)
- 2017년 제37회 한국영화평론가협회상 10대 영화상
- 2017년 제18회 부산영화평론가협회상 신인여자연기상 (최희서)
- 2017년 제38회 청룡영화상 신인여우상 (최희서)
- 2017년 제17회 대한민국청소년영화제 인기영화인 남자배우 부문 대상 (이제훈)
- 2017년 제17회 디렉터스 컷 시상식 특별언급상
- 2017년 제17회 디렉터스 컷 시상식 올해의 여자신인연기자상 (최희서)
- 2017년 제4회 한국영화제작가협회상 감독상 (이준익)
- 2018년 제9회 올해의 영화상 신인여우상 (최희서)
- 2018년 제23회 춘사영화제 신인여우상 (최희서)
- 2018년 레지스탕스 영화제 베스트 디렉터상 (이준익)
- 2018년 레지스탕스 영화제 베스트 엑터상 (이제훈)
- 2018년 레지스탕스 영화제 베스트 엑트리스상 (최희서)
- 2018년 제38회 황금촬영상 최우수 여우주연상 (최희서)

## 같이 보기
- 간토 대학살
- 한국의 아나키즘
- 박열
- 3·1 운동